# Гарсия, Рассел
Рассел Саймон Гарсия (англ. Russell Simon Garcia, род. 20 июня 1970, Портсмут, Гэмпшир) — английский и британский хоккеист (хоккей на траве), полевой игрок, тренер. Олимпийский чемпион 1988 года.

## Биография
Рассел Гарсия родился 20 июня 1970 года в британском городе Портсмут в Англии.
По профессии парикмахер. 
Первоначально играл в хоккей на траве в Англии за «Хавант». В 1993—1996 годах был играющим тренером испанского «Поло» из Барселоны. В 1996—1998 годах выступал за нидерландский ХДМ из Гааги, был чемпионом страны по индорхоккею. В 1998 году перебрался в Германию, где выступал за «Харвестехудер» и «Гроссфлоттбекер» из Гамбурга. 
Дебютировал в сборной в 17-летнем возрасте.
В 1988 году вошёл в состав сборной Великобритании по хоккею на траве на летних Олимпийских играх в Сеуле и завоевал золотую медаль. Играл в поле, провёл 3 матча, мячей не забивал. Гарсия стал самым молодым олимпийским чемпионом Великобритании.
В 1992 году вошёл в состав сборной Великобритании по хоккею на траве на летних Олимпийских играх в Барселоне, занявшей 6-е место. Играл в поле, провёл 6 матчей, мячей не забивал.
В 1996 году вошёл в состав сборной Великобритании по хоккею на траве на летних Олимпийских играх в Атланте, занявшей 7-е место. Играл в поле, провёл 7 матчей, забил 1 мяч в ворота сборной Нидерландов.
В 1998 году в составе сборной Англии завоевал бронзовую медаль хоккейного турнира Игр Содружества в Куала-Лумпуре.
В том же году Международная федерация хоккея на траве номинировала Гарсию на звание лучшего игрока года в мире.
В декабре 1999 года его тест на допинг показал наличие кокаина, в результате чего Гарсия был дисквалифицирован на три месяца Немецкой и Британской федерациями хоккея на траве.
В январе 2004 года после четырёхлетнего перерыва в международной карьере был приглашён в сборную Великобритании по хоккею на траве с целью усилить её на летних Олимпийских играх в Афинах, однако не попал в состав.
В 1988—2000 годах провёл за сборные Великобритании более 300 матчей, забил свыше 70 мячей.
После завершения выступлений сосредоточился на тренерской работе, которую начал параллельно игровой карьере: помимо «Поло» он во время выступлений за ХДМ тренировал юношескую команду «Лейдена». В июне 2012 года был назначен главным тренером нидерландского «Блумендала», который покинул в октябре 2015 года. В июле 2016 года возглавил немецкий «Ан-дер-Альстер», в апреле 2017 года — помощником главного тренера мужской сборной Великобритании. В 2020 году перебрался в «Гроссфлоттбекер».

## Семья
Живёт в Германии. Его жена Мона — немка, у них есть двое детей.